# Manuel Vicente Nunes
Manuel Vicente Nunes (Lisboa, 10 de junho de 1711 – Brasil, c. 1775) foi um construtor naval e militar português.

## Biografia

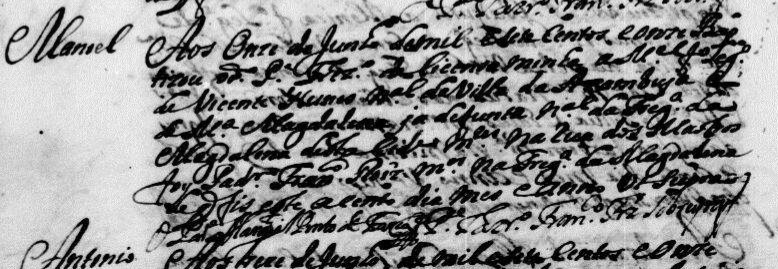
Registro de baptismo de Manuel Vicente Nunes

Manuel Vicente Nunes nasceu na Rua dos Mastros, na freguesia de Santos-o-Velho, em Lisboa, a 10 de Junho de 1711, e foi baptizado no dia seguinte. Era filho do carpinteiro Vicente Nunes e de sua mulher Maria Madalena, que não sobreviveu ao parto.
Ainda jovem, Manuel trabalhou no estaleiro da sua família à beira do Rio Tejo, trabalhando lá até 1742 com 31 anos de idade. Na mesma década, Manuel casou-se, e em 1748 construiu uma ponte de madeira de 114 palmos (cerca de 25 metros), tendo construído também pequenas embarcações.
No mesmo ano, foi mandado à cidade do Porto, por António Guedes Pereira, Secretário de Estado dos Negócios da Marinha e Domínios Ultramarinos para preparar ou armar e escolher uma nau para a Carreira da Índia, trazida para Lisboa e comandada pelo próprio Manuel, conforme atesta, tendo custeado a despesa da jornada.
Pouco mais de um ano depois, após a morte de D. João V e a subida ao trono de D. José I, a 22 de Novembro de 1751 é lançada à água no Rio Tejo a nau de linha Nossa Senhora da Conceição e São José, a primeira nau de linha construído por Manuel ao serviço da Coroa.
Após isso, Manuel foi enviado ao porto de Cádis por duas vezes, em 1752 e em 1753, por ordem do novo Secretário de Estado dos Negócios da Marinha e Domínios Ultramarinos, Diogo de Mendonça Corte-Real. O objetivo dessas viagens eram provavelmente espionar a construção dos navios espanhóis naquele porto.
Quatro anos depois, é lançada à água a nau Nossa Senhora da Assunção, segunda nau construída por Manuel e no mesmo ano recebe o hábito da Ordem de Santiago.

## Navios construídos[2][3]
- Nossa Senhora da Conceição e São José lançada à água em Lisboa em 22 de Novembro de 1751.
- Nossa Senhora da Assunção lançada à água em Lisboa em 25 de Abril de 1757.
- Nossa Senhora da Ajuda e São Pedro de Alcântara lançada à água em Lisboa em 29 de Março de 1759.
- Nossa Senhora das Mercês e São José lançada à água em Lisboa em  21 de Março de 1761.
- Nossa Senhora da Madre de Deus e São José lançada à água em Lisboa em 1761.
- Nossa Senhora do Pilar lançada à água em Lisboa em 1763.
- Nossa Senhora do Bom Sucesso lançada à água em Lisboa em 1766.
- Nossa Senhora dos Prazeres lançada à água em Lisboa em 26 de Julho de 1767.
- Nossa Senhora da Conceição lançada à água em Lisboa em 13 de Julho de 1771.